# Brahim Boudebouda
Brahim Boudebouda, né le 28 août 1990 à Alger, est un footballeur international algérien évoluant au poste d'arrière gauche au CS Constantine.
Il compte 2 sélections en équipe nationale depuis 2015.

## Carrière
Il fait partie des grands espoirs du football algérien : à seulement 19 ans, il met le brassard de capitaine après la sortie de Abdelkader Besseghir face au CA Batna en quart de finale de Coupe d'Algérie. Le 31 mai 2010, il est sacré champion d'Algérie avec son club, le Mouloudia d'Alger.
Au début de la saison 2010-2011, l'entraîneur Alain Michel l'essaye à plusieurs postes notamment en défense centrale. Durant cette saison, il s'impose sur le côté gauche de la défense et se fait remarquer par sa régularité tout au long du championnat et devient l'un des joueurs les plus en vue du championnat.
Sur le plan continental, il participe à la Ligue des champions de la CAF 2011 inscrivant un doublé en 16e de finale contre le Dynamo FC du Zimbabwe. Au tour suivant, il marque un but sur penalty contre les Angolais de l'Interclube. Ce but qualifie le MC Alger à la phase de poules de la C1.
Lors de l'été 2011, Boudebouda est convoité par plusieurs clubs étrangers dont l'Espanyol de Barcelone, Le Mans FC et le club belge du Germinal Beerschot. Le 6 juillet 2011, il signe un contrat de trois ans en faveur du Mans FC,. Le joueur est alors capitaine de l'équipe olympique d'Algérie.
Le 12 juin 2012, Boudebouda résilie son contrat à l'amiable avec Le Mans afin de rejoindre l'USM Alger pour deux saisons.
À l'issue de sa première saison chez les Rouge et Noir, Boudebouda remporte deux titres, la Coupe d'Algérie, acquise contre son ancien club du MC Alger, et la Coupe de l'UAFA, premier trophée international de l'USMA. La saison suivante, le latéral gauche ajoute une nouvelle ligne à son palmarès en remportant le championnat d'Algérie 2013-2014. Son club gagne également la Supercoupe d'Algérie 2013 contre l'ES Sétif mais Boudebouda ne prend pas part à la rencontre.
En fin de contrat après deux saisons couronnées de succès, Brahim Boudebouda signe, le 31 mai 2014, un nouveau bail de deux ans qui le lie au club jusqu'en juin 2016.

## Statistiques
| Saison                | Club                  | Championnat           | Championnat | Championnat | Coupe(s) nationale(s) | Coupe(s) nationale(s) | Supercoupe | Supercoupe | Compétition(s) continentale(s) | Compétition(s) continentale(s) | Compétition(s) continentale(s) | Autres compétitions | Autres compétitions | Autres compétitions | Total | Total |
| Saison                | Club                  | Division              | M.          | B.          | M.                    | B.                    | M.         | B.         | Comp.                          | M.                             | B.                             | Comp.               | M.                  | B.                  | M.    | B.    |
| 2007-2008             | MC Alger              | 1                     | 1           | 0           | 0                     | 0                     | -          | -          | C3                             | 1                              | 0                              | -                   | -                   | -                   | 2     | 0     |
| 2008-2009             | MC Alger              | 1                     | 17          | 0           | 0                     | 0                     | -          | -          | -                              | -                              | -                              | -                   | -                   | -                   | 17    | 0     |
| 2009-2010             | MC Alger              | 1                     | 17          | 3           | 4                     | 1                     | -          | -          | -                              | -                              | -                              | -                   | -                   | -                   | 21    | 4     |
| 2010-2011             | MC Alger              | 1                     | 24          | 4           | 2                     | 0                     | -          | -          | C1                             | 3                              | 3                              | -                   | -                   | -                   | 29    | 7     |
| 2011-2012             | Le Mans FC            | 2                     | 10          | 2           | 3                     | 0                     | -          | -          | -                              | -                              | -                              | -                   | -                   | -                   | 13    | 2     |
| 2012-2013             | USM Alger             | 1                     | 20          | 2           | 4                     | 0                     | -          | -          | C3                             | 2                              | 0                              | UAFA                | 6                   | 0                   | 32    | 2     |
| 2013-2014             | USM Alger             | 1                     | 18          | 1           | 2                     | 0                     | 0          | 0          | -                              | -                              | -                              | -                   | -                   | -                   | 20    | 1     |
| 2014-2015             | USM Alger             | 1                     | 21          | 4           | 3                     | 2                     | 1          | 0          | C1                             | 2                              | 0                              | -                   | -                   | -                   | 27    | 6     |
| 2015-2016             | USM Alger             | 1                     | 16          | 3           | 1                     | 0                     | -          | -          | C1                             | 8                              | 0                              | -                   | -                   | -                   | 25    | 3     |
| 2016-2017             | MC Alger              | 1                     | 22          | 2           | 2                     | 2                     | 1          | 0          | C3                             | 7                              | 1                              | -                   | -                   | -                   | 32    | 5     |
| 2017-2018             | MC Alger              | 1                     | 11          | 1           | 1                     | 0                     | -          | -          | C3+C1                          | 0+0                            | 0+0                            | -                   | -                   | -                   | 12    | 1     |
| 2018-2019             | MC Oran               | 1                     |             |             |                       |                       | -          | -          | -                              | -                              | -                              | -                   | -                   | -                   | 0     | 0     |
| Total sur la carrière | Total sur la carrière | Total sur la carrière | 177         | 22          | 22                    | 5                     | 2          | 0          | -                              | 23                             | 4                              | -                   | 6                   | 0                   | 230   | 31    |

## Palmarès
- Champion d'Algérie en 2010 avec le MC Alger
- Vainqueur de la Supercoupe d'Algérie en 2007 avec le MC Alger
- Finaliste de la Supercoupe d'Algérie en 2016 avec le MC Alger
- Finaliste de la Coupe d'Afrique du Nord des clubs champions en 2010 avec le MC Alger
- Champion d'Algérie en 2014 et 2016 avec l'USM Alger
- Vainqueur de la Coupe d'Algérie en 2013 avec l'USM Alger
- Vainqueur de la Supercoupe d'Algérie en 2013 avec l'USM Alger
- Vainqueur de la Coupe de l'UAFA en 2013 avec l'USM Alger
- Vainqueur du tournoi de l'UNAF en 2010 avec les espoirs d'Algérie.